# 永遠のフィレーナ
『永遠のフィレーナ』（えいえんのフィレーナ）は首藤剛志の小説およびメディアミックス作品。
『アニメージュ』にて1984年より連載。翌年に第1巻が刊行され、1994年まで文庫版で全9巻が刊行された。後にOVA化、ゲーム化される。
OVAは、1992年から1993年にかけて全6巻が発売された。

## 文庫
作:首藤剛志、絵:高田明美、徳間書店（アニメージュ文庫）
- 永遠のフィレーナ（1） ISBN 4196695477
- 永遠のフィレーナ（2）光への脱出 ISBN 4196695558
- 永遠のフィレーナ（3）悪夢への挑戦 ISBN 4196695884
- 永遠のフィレーナ（4）反撃への跳躍 ISBN 4196696309
- 永遠のフィレーナ（5）薄望への灯火 ISBN 4196696376
- 永遠のフィレーナ（6）機密への旅路 ISBN 4196696554
- 永遠のフィレーナ（7）氷原からの船出 ISBN 419669666X
- 永遠のフィレーナ（8）海の狼 ISBN 4199000011
- 永遠のフィレーナ（9）青く果てしなく ISBN 4199000143

## サウンドトラックCD
- 永遠のフィレーナ『海の魂』、徳間ジャパンコミュニケーションズ、1992年10月23日発売、TKCA-30696

## OVA
VHS版、徳間ジャパンコミュニケーションズ

### 声の出演
- フィレーナ - 安藤ありさ
- リラ - 水谷優子
- ゼナ - 屋良有作
- ネスト - 堀内賢雄
- バラバ - 堀秀行
- サラ - 折笠愛
- ミリカ - 麻見順子
- フィコス - 飛田展男
- ナレーション - 掛川裕彦

### スタッフ
- 原作・シリーズ構成 - 首藤剛志
- 監督 - 新田義方
- キャラクター原案 - 高田明美
- アニメーションキャラクターデザイン - 小泉謙三
- 美術監督 - 勝又激
- メカニックデザイン - 拔山敏弘
- 撮影監督 - 沖田英一
- 音響監督 - 松浦典良
- 音楽 - JINMO、飯盛正徳（#4 - ）
- プロデューサー - 菊川幸夫、横尾道男
- アニメーション制作 - ぴえろプロジェクト
- 製作 - 徳間書店、徳間ジャパンコミュニケーションズ

### 主題歌
エンディングテーマ「OCEAN」
作詞 - 田村由香 / 作曲・編曲 - JINMO / 歌 - 井上あずみ

### 各話リスト
| タイトル          | 脚本     | 絵コンテ | 演出           | 作画監督                  | 発売日         |
| ----------------- | -------- | -------- | -------------- | ------------------------- | -------------- |
| 永遠のフィレーナ1 | 首藤剛志 | 新田義方 | はしもとなおと | 小泉謙三                  | 1992年12月21日 |
| 永遠のフィレーナ2 | 首藤剛志 | 生頼昭憲 | 細田雅弘       | 小泉謙三                  | 1992年12月21日 |
| 永遠のフィレーナ3 | 星川泰子 | 新田義方 | 新田義方       | 小泉謙三                  | 1993年1月25日  |
| 永遠のフィレーナ4 | 星川泰子 | 新田義方 | 新房昭之       | なかじまちゅうじ 新房昭之 | 1993年1月25日  |
| 永遠のフィレーナ5 | 星川泰子 | 案納正美 | 新房昭之       | なかじまちゅうじ 新房昭之 | 1993年2月25日  |
| 永遠のフィレーナ6 | 星川泰子 | 松井仁之 | 松井仁之       | 川端宏 田中良             | 1993年2月25日  |

## ゲーム
- 1995年2月25日 永遠のフィレーナ（スーパーファミコン、徳間書店インターメディア、ロールプレイングゲーム、9,800円）